# 923

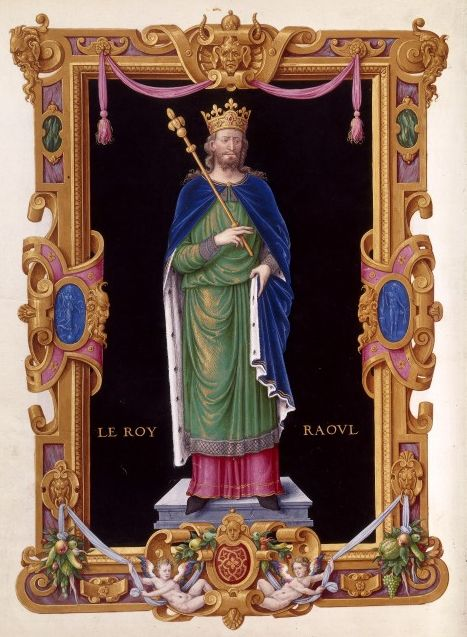
Koning Rudolf (Raoul) (ca. 890 - 936)

Het jaar 923 is het 23e jaar in de 10e eeuw volgens de christelijke jaartelling.

## Gebeurtenissen

### Europa
- 15 juni - Slag bij Soissons: Koning Robert I sneuvelt en het Frankische leger onder bevel van Karel III ("de Eenvoudige") wordt bij Soissons (huidige Hauts-de-France) verslagen. Rudolf, een schoonzoon van Robert, wordt door de edelen gekozen tot koning van het West-Frankische Rijk. Karel wordt door Herbert II van Vermandois gevangengenomen. Lotharingen, een bondgenoot (vazal) van Karel, wordt ingelijfd door het Oost-Frankische Rijk.
- Zomer - Een Lombardisch expeditieleger onder bevel van Rudolf II valt opnieuw de Po-vallei binnen en verslaat keizer Berengarius I bij Fiorenzuola (huidige Toscane). Hij laat Berengarius gevangennemen en dwingt hem de keizerlijke titel op te geven. Hierdoor wordt Rudolf erkend als de facto heerser van Italië (Regnum Italiae).

## Religie
- Ulrich wordt door koning Hendrik I ("de Vogelaar") benoemd tot bisschop van Augsburg.

## Geboren
- 7 september - Suzaku, keizer van Japan (overleden 952)
- Edred, koning van Engeland (waarschijnlijke datum)

## Overleden
- 15 juni - Robert I (56), koning van het West-Frankische Rijk
- 27 augustus - Ageltrude, echtgenote van Guido van Spoleto
- Dirk I, graaf van West-Frisia (waarschijnlijke datum)
- Tabari (84), Perzisch historicus en Korangeleerde